# Generazione 56k
Generazione 56k è una serie televisiva italiana del 2021 prodotta da Cattleya in collaborazione con The Jackal per Netflix.

## Trama
L'incontro casuale tra due ex compagni di scuola, Daniel e Matilda, porta a ricordare il 1998, anno della loro prima tempesta ormonale e dell'arrivo di Internet nelle loro vite. La storia è principalmente ambientata tra Napoli e l'isola di Procida e disegna un ritratto ricco di contraddizioni ampliate dalla tecnologia e dalle possibilità di connessioni offerte dalla rete internet.
Gli episodi descrivono la vita di Daniel e i suoi compagni delle medie, da giovanissimi, quando erano ancora in seconda media, con dei flashback. 

## Episodi
| Stagione       | Episodi | Pubblicazione Italia |
| -------------- | ------- | -------------------- |
| Prima stagione | 8       | 2021                 |